# Хурден
Хурден (на немски: Hurden) е село в Швейцария, в комуната на гр. Фрайенбах, кантон Швиц. Застроено е основно с луксозни вили и ресторанти, населявано общо от 271 души (към 31 декември 2008 г.).
Хурден е разположен на територия от 1,31 km² на полуостров в Цюрихското езеро, в началото на изкуствения насип Зеедам фон Раперсвил (на немски: Seedamm von Rapperswil), на който е разположен път, свързващ двата бряга на езерото и кантоните Санкт Гален и Швиц.

## Личности, свързани с Хурден
- Мартина Хингис (р. 1980), швейцарска тенисистка